# تقران حراري
تقران حراري (بالإنجليزية: Thermal keratosis)‏ هيَ آفة جلدية تقرانية تحدث نتيجةً لتعرض الجِلد للأشعة تحت الحمراء.:727